# Sirqu

Estats arameus a Mesopotàmia al segle IX aC

Sirqu fou un estat arameu fundat vers l'any 1100 aC, de situació indeterminada. La inscripció de Adadnirari II diu que al sortir de Laqi (Laqu) es va dirigir a Sirqu, governat per Muhadda, del que va rebre tribut; després va seguir a Khindanu. Així Sirqu correspondria a la ciutat de Terqa.
Ja no participa en la gran revolta contra Assurnasirpal II (878 aC) i potser havia passat a Laqi que va ser annexionat en aquest any després d'aplanada la rebel·lió.

## Reis
- Ilu-Iqisha, segle xi aC
- Tukulti Mer, segle xi aC

## Nota
1. ↑  citada a